# Renée Bilstein
Renée Bilstein (Verviers, 1900 - Waterloo, 1991) was een Belgische kunstenares.

## Biografie
Bilstein studeerde aan de kunstacademies van Brussel en Etterbeek, waar ze onder andere les kreeg van Emile Fabry.

## Stijlkenmerken
Ze tekende vooral figuren, landschappen en balletscènes in pastelkrijt, houtskool en inkt. Haar stijl wordt omschreven als animistisch, neo-expressionistisch en post-expressionistisch, door haar gebruik van massieve volumes, gestileerde lijnen en vormen. Haar kunstwerken tonen een evolutie van grijstinten naar warme kleuren. Hoewel ze aan het begin van haar carrière als kunstenaar vooral tekeningen maakte waarin dans en ritme centraal stonden, begon ze vanaf de jaren 1970 ook Brabantse landschappen te tekenen. Haar landschappen komen overeen met die van Léon Spilliaert, Jean Brusselmans en Valerius de Saedeleer. Daarnaast tekende ze ook enkele stillevens en portretten. 

## Tentoonstellingen

### Individuele tentoonstellingen
- 14/06/1958 - 21/06/1958: Galerie Albert 1e in Brussel.
- 17/03/1962 – 29/03/1962: Galerie La Proue.
- 14/04/1963 - 26/04/1963: Galerie Vyncke – Van Eyck in Gent.[4]
- 14/05/1964 - 27/05/1964: Galerie Albert 1e in Brussel.
- 1965: Galerie La Proue.
- 20/10/1967 - 01/11/1967: Het Atelier in Brussel.
- 23/05/1969 – 04/06/1969: Verscheidenheid en dans in Galerie Albert 1e in Brussel.
- 10/04/1970 – 22/04/1970: Galerij La Grande Jatte in Brussel.
- 03/03/1974 – 15/03/1974: Galerie Vyncke – Van Eyck in Gent.
- 12/11/1975 – 01/12/1975: Galerie l’Angle Aigu in Brussel.[5]

### Groepstentoonstellingen
17/09/1962 - 04/10/1962: Femmes peintres et sculpteurs in Galerie Racines in Brussel.
1967: Kasteel Karreveld in Sint-Jans-Molenbeek.